# Danae (nome)
Danae  è un nome proprio di persona italiano femminile.

## Varianti
- Maschili: Danao[1][2][3]

### Varianti in altre lingue
- Catalano: Dànae[5]
  - Maschili: Dànau
- Ceco: Danaé
- Croato: Danaja
  - Maschili: Danaj
- Esperanto: Danao
- Francese: Danaé
- Greco antico: Δαναη (Danae, Danaë)[4][6]
  - Maschili: Δαναός (Danaos)

- Greco moderno: Δανάη (Danaī)
  - Maschili: Δαναός (Danaos)
- Inglese: Danaë
- Latino: Danae[1], Danaë
  - Maschili: Danaus[1]
- Lituano: Danajė
  - Maschili: Danajas
- Polacco: Danae
- Portoghese: Dânae
  - Maschili: Dánao

- Russo: Даная (Danaja)
  - Maschili: Данай (Danaj)
- Slovacco: Danaé
- Sloveno: Danaja
- Spagnolo: Dánae[5]
  - Maschil: Dánao
- Tedesco: Danaë
- Ungherese: Danaé
  - Maschili: Danaosz

## Origine e diffusione

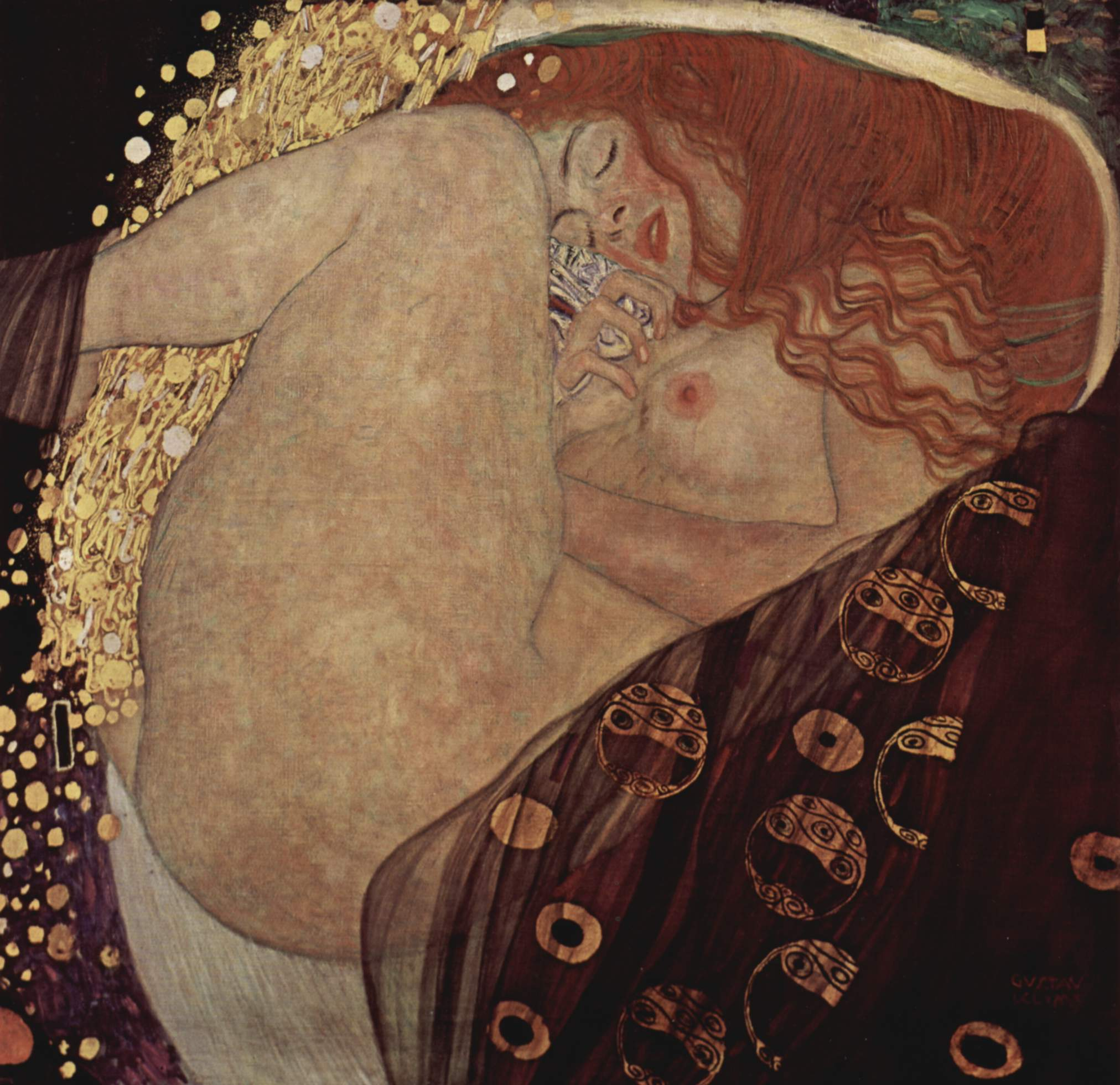
Danae di Gustav Klimt

È un nome di tradizione classica, di scarsa diffusione, ripreso occasionalmente in epoca rinascimentale o moderna: nella mitologia greca, Danae era una principessa di Argo, che fu madre di Perseo da Zeus. Si riscontra anche nella forma maschile, con Danao, fratello gemello di Egitto e padre delle Danaidi.
Etimologicamente, si basa sul termine Δαναοι (Danaoi), che venne usato da Omero per indicare i popoli greci. Altre fonti lo riconducono invece a danos (o daio, "arido", "secco"). Si pronuncia con l'accento sulla prima a.

## Onomastico
L'onomastico può essere festeggiato il primo di novembre, festa di Ognissanti, non essendovi sante con questo nome che è quindi adespota.

## Persone
- Danae Nason, attrice statunitense

### Variante Danaī
- Danaī Stratou, artista greca